# Novosergievka
Novosergievka (in russo Новосергиевка?) è un villaggio della Russia europea sudorientale, situato nell'oblast' di Orenburg; è il centro amministrativo del rajon Novosergievskij.
Si trova sulla riva sinistra del fiume Samara, 105 km a nord-ovest di Orenburg.